# Oswaldo Goeldi
Pour les articles homonymes, voir Goeldi.
Oswaldo Goeldi, né en 1895 et mort en 1961, est un peintre et graveur brésilien.

## Biographie
Oswaldo Goeldi a passé son enfance en Europe où il a également étudié, en particulier en Suisse. En 1919, il expose à Rio de Janeiro et a participé à la semaine de l'art moderne de São Paulo en 1922, un vaste événement révolutionnaire visant à mettre en valeur le mouvement naissant de moderniste.